# Емгерст (містечко, Вісконсин)
Емгерст (англ. Amherst) — місто (англ. town) в США, в окрузі Портедж штату Вісконсин. Населення — 1402 особи (2020).

## Демографія
Згідно з переписом 2010 року, у місті мешкало 1325 осіб у 524 домогосподарствах у складі 403 родин. Було 597 помешкань
Расовий склад населення:
| - 98,3 % — білих - 0,4 % — азіатів - 0,3 % — корінних американців - 0,2 % — чорних або афроамериканців |

До двох чи більше рас належало 0,3 %. Частка іспаномовних становила 1,7 % від усіх жителів.
За віковим діапазоном населення розподілялося таким чином: 22,3 % — особи молодші 18 років, 63,7 % — особи у віці 18—64 років, 14,0 % — особи у віці 65 років та старші. Медіана віку мешканця становила 45,5 року. На 100 осіб жіночої статі у місті припадало 110,7 чоловіків;  на 100 жінок у віці від 18 років та старших — 108,7 чоловіків також старших 18 років.
Середній дохід на одне домашнє господарство  становив 91 671 долар США (медіана — 74 531), а середній дохід на одну сім'ю — 103 673 долари (медіана — 86 458). Медіана доходів становила 58 750 доларів для чоловіків та 41 250 доларів для жінок. За межею бідності перебувало 5,0 % осіб, у тому числі 10,3 % дітей у віці до 18 років та 2,6 % осіб у віці 65 років та старших.
Цивільне працевлаштоване населення становило 655 осіб. Основні галузі зайнятості: освіта, охорона здоров'я та соціальна допомога — 22,1 %, виробництво — 14,4 %, фінанси, страхування та нерухомість — 13,3 %.